# Lus-la-Croix-Haute
Lus-la-Croix-Haute ist eine französische Gemeinde mit 525 Einwohnern (1. Januar 2022) im Département Drôme. Sie gehört zum Arrondissement Die, zum Kanton Le Diois und zum Gemeindeverband Diois.

## Geografie
Lus-la-Croix-Haute ist die östlichste Gemeinde des Départements Drôme. Sie liegt etwa 32 Kilometer nordwestlich von Gap und etwa 60 Kilometer südlich von Grenoble an der Grenze zu den Départements Isère und Hautes-Alpes, das bereits in der benachbarten Region Provence-Alpes-Côte d’Azur liegt. Nachbargemeinden von Lus-la-Croix-Haute sind Tréminis im Norden, Dévoluy im Osten, Saint-Julien-en-Beauchêne im Süden, Glandage im Westen und Saint-Maurice-en-Trièves im Nordwesten.
In der auf 1024 m über dem Meer gelegenen Gemeinde in den Dauphiné-Alpen vereinigen sich die Quellbäche des Wildwasserflusses Buëch (hier noch Grand Buëch genannt). Mit dem Skigebiet Lus-La Jarjatte ist die Gemeinde touristisch gut erschlossen. Das Gemeindegebiet gehört zum Regionalen Naturpark Vercors.

### Verkehrsanbindung
Aufgrund der Gebirgsformation ist Lus-la-Croix-Haute verkehrstechnisch nur in Nord-Süd-Richtung erschlossen. Im Norden muss dabei der Col de la Croix-Haute überwunden werden. Der Ort liegt an der Bahnstrecke Lyon–Marseille über Gap und verfügt über einen eigenen Bahnhof. Der Straßenverkehr wird über die Départementsstraße D1075, die von Grenoble Richtung Sisteron führt, abgewickelt.

## Bevölkerungsentwicklung
| Jahr                       | 1968 | 1975 | 1982 | 1990 | 1999 | 2006 | 2016 |
| Einwohner                  | 487  | 479  | 412  | 428  | 437  | 476  | 549  |
| Quellen: Cassini und INSEE |      |      |      |      |      |      |      |

## Sehenswürdigkeiten
- Regionaler Naturpark Vercors (frz. Parc naturel régional du Vercors)
- Commanderie des Templiers, Kommende des Templerordens aus dem 12. Jahrhundert – Monument historique[1]